# 邢家湾镇
邢家湾镇是中国河北省邢台市任县下辖的一个镇。

## 行政区划
邢家湾镇下辖滏西村、滏东村、滏北村、穆家口村、边家庄村、东黄庄村、西黄庄村、孙家庄村、杨家庄村、贾家庄村、牛辛寨村、义和村、辛市第一村、辛市第二村、辛市第三村、辛市第四村、南张村、郑家庄村、王村、薄村、刘家庄村、环水村。